# Heinrich August Papellier

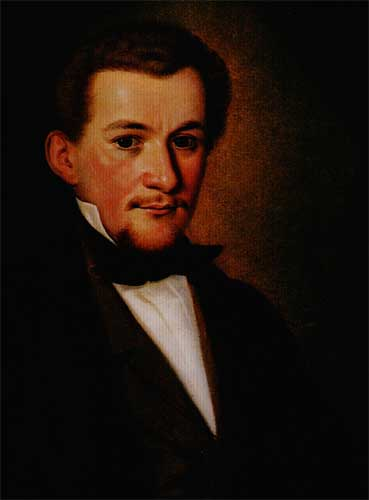
Heinrich August Papellier

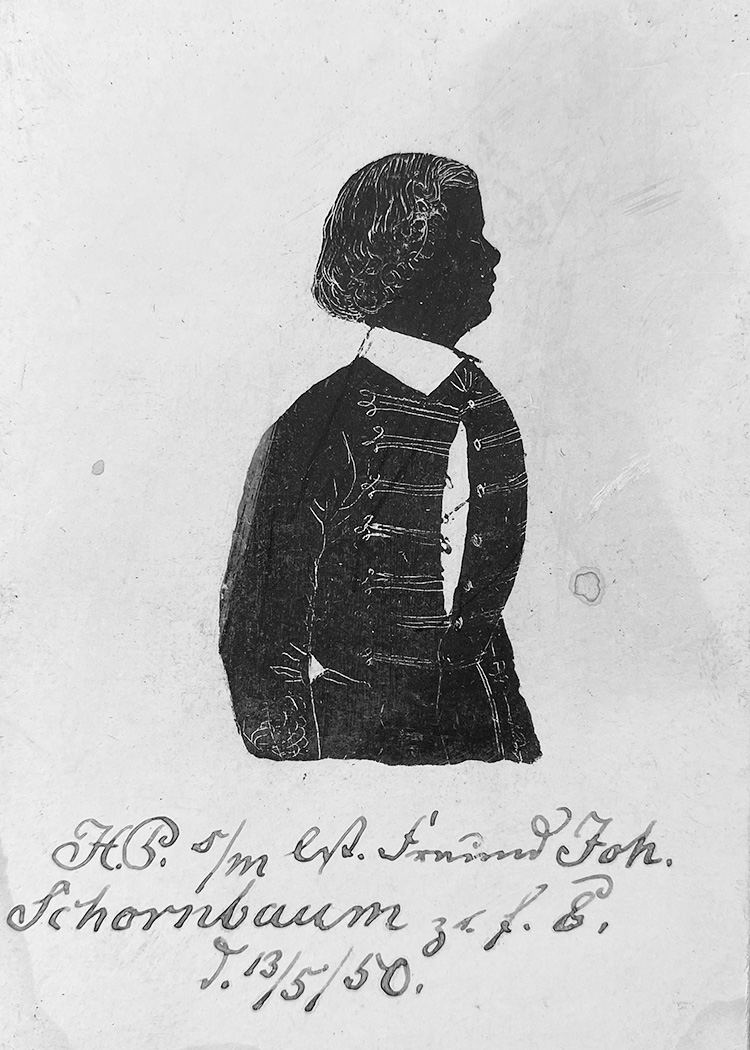
Heinrich Papellier als Student

Heinrich August Wilhelm Laurentius Papellier (* 18. August 1834 in Erlangen; † 10. Dezember 1894 in Bayreuth) war Bürgermeister von Erlangen, Jurist und Mitglied des Deutschen Reichstags.

## Leben
Papellier besuchte von 1844 bis 1851 das Gymnasium in Erlangen und studierte ab 1851 Rechtswissenschaften an den Universitäten in Erlangen und Berlin. Während seines Studiums wurde er 1851 Mitglied der Burschenschaft Germania Erlangen. 1855 promovierte er und 1857 absolvierte er das juristische Staatsexamen. Von 1859 bis 1866 war er Rechtsrat. Zwischen 1863 und 1865 war er Sekretär des schleswig-holsteinischen Vereines in Erlangen.
Am 6. Februar 1866 wurde er zum 1. Bürgermeister von Erlangen gewählt. In seiner Amtszeit trat er für die Einführung der Gewerbefreiheit ein und die Stadt erhielt 1868 eine Garnison. Er scheiterte aber am Projekt einer städtischen Kanalisation. Im März 1872 gab er das Amt auf und wechselte in den Bayerischen Staatsdienst. Papellier war zunächst Regierungsassessor und Regierungsrat im Bayerischen Staatsministerium des Innern, Abteilung für Landwirtschaft, Gewerbe und Handel. Ab 1876 war er Regierungsrat in Bayreuth. Von 1881 bis 1887 war er Mitglied des Deutschen Reichstags für den Wahlkreis Oberfranken 1 (Hof, Naila, Rehau, Münchberg) und die Deutsche Fortschrittspartei. Zwischen 1893 und seinem Tode war er Mitglied der Bayerischen Kammer der Abgeordneten.
In Erlangen ist der Papellierweg nach ihm benannt.